# شاون‌اشتاین

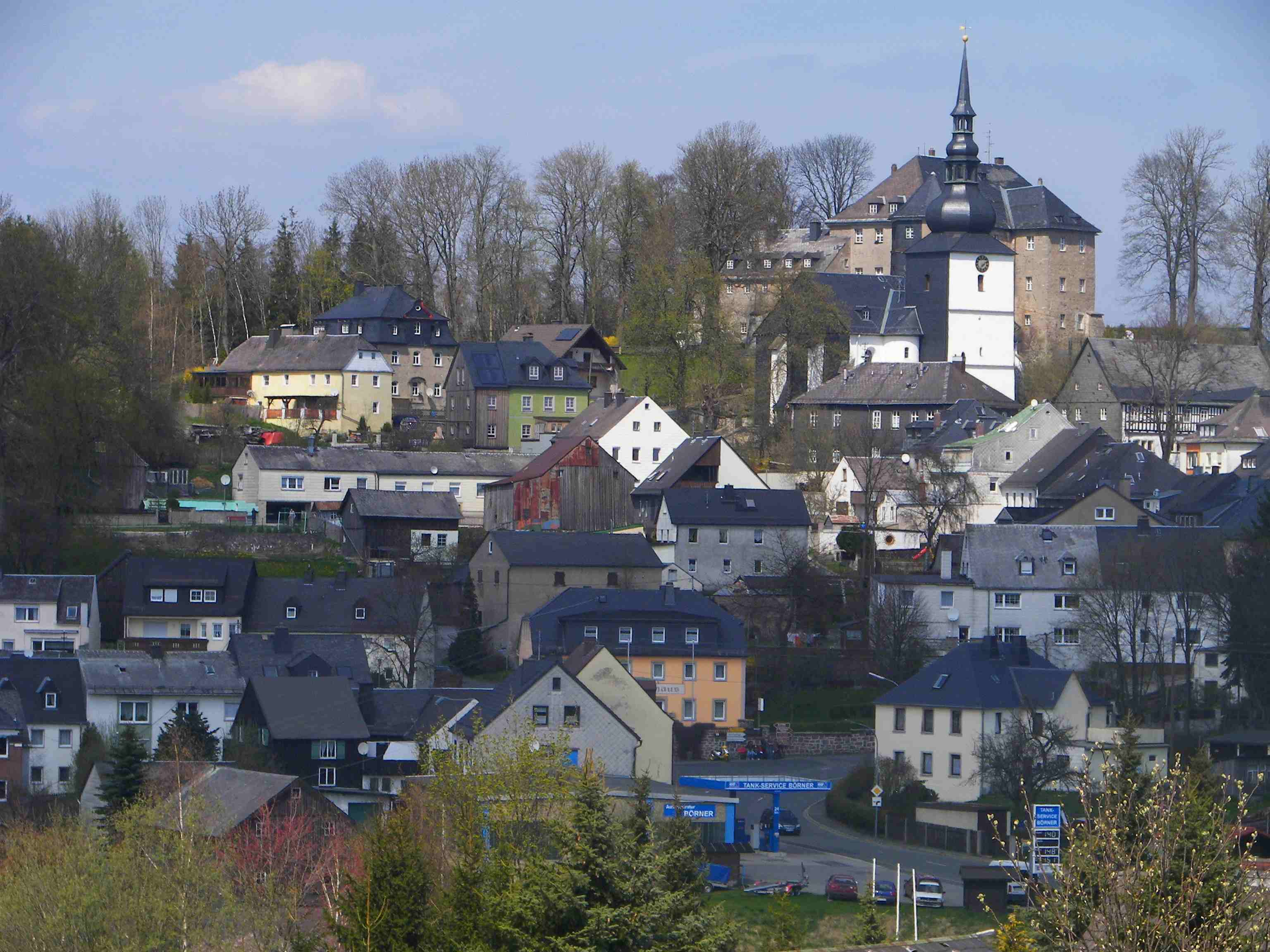
نمایی از شهر

شهر شاون‌اشتاین (به آلمانی: Schauenstein) در ایالت بایرن در کشور آلمان واقع شده‌است.